# Hieronymus Joya
Hieronymus Emusugut Joya IMC (ur. 17 kwietnia 1965 w Asinge) – kenijski duchowny katolicki, biskup Maralal od 2022.

## Życiorys
Święcenia kapłańskie otrzymał 5 września 1998 w zgromadzeniu Misjonarzy Matki Bożej Pocieszenia. Był m.in. rektorem filozoficznej części zakonnego seminarium, koordynatorem duszpasterstwa w diecezji Maralal, a także zastępcą przełożonego i przełożonym zakonnego regionu kenijsko-ugandyjskiego.
20 lipca 2022 papież Franciszek mianował go ordynariuszem diecezji Maralal. Sakry udzielił mu 22 października 2022 nuncjusz apostolski w Kenii – arcybiskup Hubertus van Megen.